# Тител (община)
Тител (серб. Тител) — община в Сербии, входит в Южно-Бачский округ.
Население общины составляет 16 441 человек (2007 год), плотность населения составляет 63 чел./км². Занимаемая площадь — 262 км², из них 80,8 % используется в промышленных целях.
Административный центр общины — город Тител. Община Тител состоит из 6 населённых пунктов, средняя площадь населённого пункта — 43.7 км².

## Статистика населения общины
| Год  | Население, чел. |
| ---- | --------------- |
| 1991 | 17 695          |
| 2001 | 17 061          |
| 2002 | 17 011          |
| 2003 | 16 895          |
| 2004 | 16 770          |
| 2005 | 16 635          |
| 2006 | 16 513          |
| 2007 | 16 441          |